# Nanette Newman
Nanette Newman, född 29 maj 1934 i Northampton, Northamptonshire, är en brittisk skådespelerska.

## Rollista i urval
- 1960 – Gentlemannaligan
- 1962 – Rum för obemärkt
- 1962 – Twice Round the Daffodils
- 1963 – Bara få kan skoja så
- 1964 – Helgonet (TV-serie) (1 avsnitt)
- 1964 – Skuggan av ett mord
- 1966 – Man bara dör... eller historien om det lefvande liket
- 1968 – Fallet Henry Clarke
- 1969 – Oh, vilket makalöst krig
- 1969 – Tokiga grevinnan
- 1970 – Drömmen om kärlek
- 1975 – Fruarna i Stepford
- 1978 – Över alla hinder